# Campeonato Mundial de Lucha de 1995
El XLVII Campeonato Mundial de Lucha se realizó en tres sedes diferentes: la lucha grecorromana en Praga (República Checa) entre el 12 y el 15 de octubre, la lucha libre masculina en Atlanta (Estados Unidos) entre el 10 y el 13 de agosto y la lucha libre femenina en Moscú (Rusia) entre el 9 y el 11 de septiembre de 1995. Fue organizado por la Federación Internacional de Luchas Asociadas (FILA) y las correspondientes federaciones nacionales de los países sedes respectivos.

## Resultados

### Lucha grecorromana masculina
| Evento | Oro                        | Plata                           | Bronce                          |
| ------ | -------------------------- | ------------------------------- | ------------------------------- |
| 48 kg  | Sim Kwon-Ho Corea del Sur  | Hiroshi Kado Japón              | Zafar Guliyev · Rusia           |
| 52 kg  | Samvel Danielian · Rusia   | Armen Nazarian Armenia          | Alfred Ter-Mkrtchyan · Alemania |
| 57 kg  | Dennis Hall Estados Unidos | Yuri Melnichenko · Kazajistán   | Alexandr Ignatenko · Rusia      |
| 62 kg  | Serguei Martynov · Rusia   | Włodzimierz Zawadzki · Polonia  | Mjitar Manukian Armenia         |
| 68 kg  | Rustam Adzhy · Ucrania     | Attila Repka · Hungría          | Jannis Zamanduridis · Alemania  |
| 74 kg  | Yvon Riemer Francia        | Bajtiyar Baiseitov · Kazajistán | Filiberto Azcuy Aguilera · Cuba |
| 82 kg  | Hamza Yerlikaya Turquía    | Gocha Tsitsiashvili Israel      | Thomas Zander · Alemania        |
| 90 kg  | Hakkı Başar Turquía        | Petru Sudureac · Rumania        | Gogui Koguashvili · Rusia       |
| 100 kg | Mikael Ljungberg · Suecia  | Héctor Milián Pérez · Cuba      | Heorhi Saldadze · Ucrania       |
| 130 kg | Alexandr Karelin · Rusia   | Serghei Mureico Moldavia        | Matt Ghaffari Estados Unidos    |

### Lucha libre masculina
| Evento | Oro                              | Plata                          | Bronce                             |
| ------ | -------------------------------- | ------------------------------ | ---------------------------------- |
| 48 kg  | Vugar Orudzhov · Rusia           | Alexis Vila · Cuba             | Armen Mkrtchian Armenia            |
| 52 kg  | Valentin Yordanov Bulgaria       | Golamreza Mohamadi Irán        | Larry Jones Estados Unidos         |
| 57 kg  | Terry Brands Estados Unidos      | Guivi Sissaouri · Canadá       | Harun Doğan Turquía                |
| 62 kg  | Elbrus Tedeyev · Ucrania         | Takahiro Wada Japón            | Magomed Azizov · Rusia             |
| 68 kg  | Arayik Guevorguian Armenia       | Akbar Falah Irán               | Jesús Rodríguez Garzón · Cuba      |
| 74 kg  | Buvaisar Saitiyev · Rusia        | Alexander Leipold · Alemania   | Alberto Rodríguez Hernández · Cuba |
| 82 kg  | Kevin Jackson Estados Unidos     | Elmadi Zhabrailov · Kazajistán | Ruslan Jinchagov Uzbekistán        |
| 90 kg  | Rasul Jadem Irán                 | Majarbek Jadartsev · Rusia     | Melvin Douglas Estados Unidos      |
| 100 kg | Kurt Angle Estados Unidos        | Arawat Sabejew · Alemania      | Abas Yadidi Irán                   |
| 130 kg | Bruce Baumgartner Estados Unidos | Sven Thiele · Alemania         | Leri Jabelov · Rusia               |

### Lucha libre femenina
| Evento | Oro                              | Plata                         | Bronce                             |
| ------ | -------------------------------- | ----------------------------- | ---------------------------------- |
| 44 kg  | Shoko Yoshimura Japón            | Mette Barlie · Noruega        | Vickie Zummo Estados Unidos        |
| 47 kg  | Miyu Yamamoto Japón              | Zhong Xiue China              | Yelena Yegoshina · Rusia           |
| 50 kg  | Saneit Ganachuyeva · Rusia       | Gyula Pérez Cabrice Venezuela | Yoshiko Endo Japón                 |
| 53 kg  | Sophie Pluquet Francia           | Kozue Kimura Japón            | Wendy Yzaguirre González Venezuela |
| 57 kg  | Sara Eriksson · Suecia           | Lene Aanes · Noruega          | Anna Gomis Francia                 |
| 61 kg  | Nikola Hartmann-Dünser · Austria | Natalia Ivanova · Rusia       | Kong Yan China                     |
| 65 kg  | Yayoi Urano Japón                | Doris Blind Francia           | Natalia Lazarenko · Rusia          |
| 70 kg  | Lise Legrand Francia             | Elmira Kurbanova · Rusia      | Nina Englich · Alemania            |
| 75 kg  | Liu Dongfeng China               | Mitsuko Funakoshi Japón       | Tetiana Komarnytska · Ucrania      |

## Medallero
| Núm. | País           | Oro | Plata | Bronce | Total |
| ---- | -------------- | --- | ----- | ------ | ----- |
| 1    | Rusia          | 6   | 3     | 7      | 16    |
| 2    | Estados Unidos | 5   | 0     | 4      | 9     |
| 3    | Japón          | 3   | 4     | 1      | 8     |
| 4    | Francia        | 3   | 1     | 1      | 5     |
| 5    | Ucrania        | 2   | 0     | 2      | 4     |
| 6    | Turquía        | 2   | 0     | 1      | 3     |
| 7    | Suecia         | 2   | 0     | 0      | 2     |
| 8    | Irán           | 1   | 2     | 1      | 4     |
| 9    | Armenia        | 1   | 1     | 2      | 4     |
| 10   | China          | 1   | 1     | 1      | 3     |
| 11   | Austria        | 1   | 0     | 0      | 1     |
| 11   | Bulgaria       | 1   | 0     | 0      | 1     |
| 11   | Corea del Sur  | 1   | 0     | 0      | 1     |
| 14   | Alemania       | 0   | 3     | 4      | 7     |
| 15   | Kazajistán     | 0   | 3     | 0      | 3     |
| 16   | Cuba           | 0   | 2     | 3      | 5     |
| 17   | Noruega        | 0   | 2     | 0      | 2     |
| 18   | Venezuela      | 0   | 1     | 1      | 2     |
| 19   | Canadá         | 0   | 1     | 0      | 1     |
| 19   | Hungría        | 0   | 1     | 0      | 1     |
| 19   | Israel         | 0   | 1     | 0      | 1     |
| 19   | Moldavia       | 0   | 1     | 0      | 1     |
| 19   | Polonia        | 0   | 1     | 0      | 1     |
| 19   | Rumania        | 0   | 1     | 0      | 1     |
| 25   | Uzbekistán     | 0   | 0     | 1      | 1     |
|      | TOTAL          | 29  | 29    | 29     | 87    |